# Compuesto orgánico

Fórmula estructural del metano, un alcano y el compuesto orgánico más simple.

Un compuesto orgánico o molécula orgánica es un compuesto químico que contiene carbono, formando enlaces carbono-carbono y carbono-hidrógeno principalmente y en la mayoría de los casos. En muchos casos contienen oxígeno, nitrógeno, azufre, fósforo, boro, halógenos y otros elementos menos frecuentes en su estado natural. Estos compuestos se denominan moléculas orgánicas. Algunos compuestos del carbono como lo son los carburos, los carbonatos y los óxidos de carbono, no son moléculas orgánicas. La principal característica de estas sustancias es que arden y pueden ser quemadas (son compuestos combustibles). La mayoría de los compuestos orgánicos se producen de forma natural, pero también existen artificiales los cuales son creados mediante síntesis química. Los compuestos orgánicos son formados por elementos que se clasifican en fundamentales (siempre están presentes Carbono, Hidrógeno), ocasionales (es común que estén presentes) y trazas (muy poco comunes).
Las moléculas orgánicas se dividen en dos partes:
- Moléculas orgánicas naturales: son las sintetizadas por los seres vivos, y se llaman biomoléculas, las cuales son estudiadas por la bioquímica y las derivadas del petróleo como los hidrocarburos.
- Moléculas orgánicas artificiales: son sustancias que no existen en la naturaleza y han sido fabricadas o sintetizadas por el hombre, por ejemplo los plásticos.

La línea que divide las moléculas orgánicas de las inorgánicas ha originado polémicas e históricamente ha sido arbitraria, pero generalmente, los compuestos orgánicos tienen carbono con enlaces de hidrógeno, y los compuestos inorgánicos, no. Así el ácido carbónico es inorgánico, mientras que el ácido fórmico, el primer ácido carboxílico, es orgánico. El anhídrido carbónico y el monóxido de carbono, son compuestos inorgánicos. Por lo tanto, todas las moléculas orgánicas contienen carbono, pero no todas las moléculas que contienen carbono son moléculas orgánicas.

## Historia
La etimología de la palabra «orgánico» determina que procede de órganos, relacionado con la vida; en oposición a «inorgánico», que sería el calificativo asignado a todo lo que carece de vida. Se lo calificó como «orgánicos» en el siglo XIX, por la creencia de que sólo podrían ser sintetizados por organismos vivos. La teoría de que los compuestos orgánicos eran fundamentalmente diferentes de los «inorgánicos», fue refutada con la síntesis de la urea, un compuesto «orgánico» por definición ya que se encuentra en la orina de organismos vivos, síntesis realizada a partir de cianato de potasio y sulfato de amonio por Friedrich Wöhler (síntesis de Wöhler). Los compuestos del carbono que todavía se consideran inorgánicos son los que ya existen.

## Clasificación
La clasificación de los compuestos orgánicos puede realizarse de diversas maneras, atendiendo a su origen (natural o sintético), a su estructura (p.ej.: alifático o aromático), a su funcionalidad (por ejemplo: alcoholes o cetonas), o a su peso molecular (p. ej.: monómeros o polímeros).
Los compuestos orgánicos pueden dividirse de manera muy general en:
- Compuestos alifáticos.
- Compuestos aromáticos.[3]
- Compuestos heterocíclicos.[4]
- Compuestos organometálicos.
- Polímeros.

### Clasificación según su origen
La clasificación por el origen suele englobarse en dos tipos: natural o sintético. Aunque en muchos casos el origen natural se asocia al presente en los seres vivos no siempre ha de ser así, ya que la síntesis de moléculas orgánicas cuya química y estructura se basa en el carbono, también se sintetizan ex-vivo, es decir en ambientes inertes, como por ejemplo el ácido fórmico en el cometa Hale-Bopp.

### Natural

#### In-vivo
Los compuestos orgánicos presentes en los seres vivos o "biosintetizados" constituyen una gran familia de compuestos orgánicos. Su estudio tiene interés en bioquímica, medicina, farmacia, perfumería, cocina y muchos otros campos más.

##### Carbohidratos
Los carbohidratos están compuestos fundamentalmente de carbono (C), oxígeno (O) e hidrógeno (H). Son a menudo llamados "azúcares" pero esta nomenclatura no es del todo correcta. Tienen una gran presencia en el reino vegetal (fructosa, celulosa, almidón, alginatos),  pero también en el animal (glucógeno, glucosa).
Se suelen clasificar según su grado de polimerización en:
- Monosacáridos (fructosa, glucosa, ribosa y desoxirribosa).
- Disacáridos (sacarosa, lactosa, maltosa).
- Trisacáridos (maltotriosa, rafinosa).
- Polisacáridos (alginatos, ácido algínico, celulosa, almidón, etc.).

##### Lípidos
Los lípidos son un conjunto de moléculas orgánicas, la mayoría biomoléculas, compuestas principalmente por carbono e hidrógeno y en menor medida oxígeno, aunque también pueden contener fósforo, azufre y nitrógeno. Tienen como característica principal el ser hidrófobas (insolubles en agua) y solubles en disolventes orgánicos como la bencina, el benceno y el cloroformo. En el uso coloquial, a los lípidos se los llama incorrectamente grasas, ya que las grasas son sólo un tipo de lípidos procedentes de animales. Los lípidos cumplen funciones diversas en los organismos vivientes, entre ellas la de reserva energética (como los triglicéridos), la estructural (como los fosfolípidos de las bicapas) y la reguladora (como las hormonas esteroides).

##### Proteínas
Las proteínas son polipéptidos, es decir están formados por la polimerización de péptidos, y estos por la unión de aminoácidos. Pueden considerarse así "poliamidas naturales" ya que el enlace peptídico es análogo al enlace amida. Comprenden una familia importantísima de moléculas en los seres vivos pero en especial en el reino animal. Ejemplos de proteínas son el colágeno, las fibroínas, o la seda de araña.

##### Ácidos nucleicos
Los ácidos nucleicos son polímeros formados por la repetición de monómeros denominados nucleótidos, unidos mediante enlaces fosfodiéster. Se forman, así, largas cadenas; algunas moléculas de ácidos nucleicos llegan a alcanzar pesos moleculares gigantescos, con millones de nucleótidos encadenados. Están formados por las partículas de carbono, hidrógeno, oxígeno, nitrógeno y fosfato. Los ácidos nucleicos almacenan la información genética de los organismos vivos y son los responsables de la transmisión hereditaria. Existen dos tipos básicos, el ADN y el ARN. (Ver artículo "Ácidos nucleicos").

##### Moléculas pequeñas

Estructura de la testosterona. Una hormona, que se puede clasificar como "molécula pequeña" en el argot químico-orgánico.

Las moléculas pequeñas son compuestos orgánicos de peso molecular moderado (generalmente se consideran "pequeñas" aquellas con peso molecular menor a 1000 g/mol) y que aparecen en pequeñas cantidades en los seres vivos pero no por ello su importancia es menor. A ellas pertenecen distintos grupos de hormonas como la testosterona, el estrógeno u otros grupos como los alcaloides. Las moléculas pequeñas tienen gran interés en la industria farmacéutica por su relevancia en el campo de la medicina.

#### Ex-viva
Son compuestos orgánicos que han sido sintetizados sin la intervención de ningún ser vivo, en ambientes extracelulares y extravirales.

##### Procesos geológicos

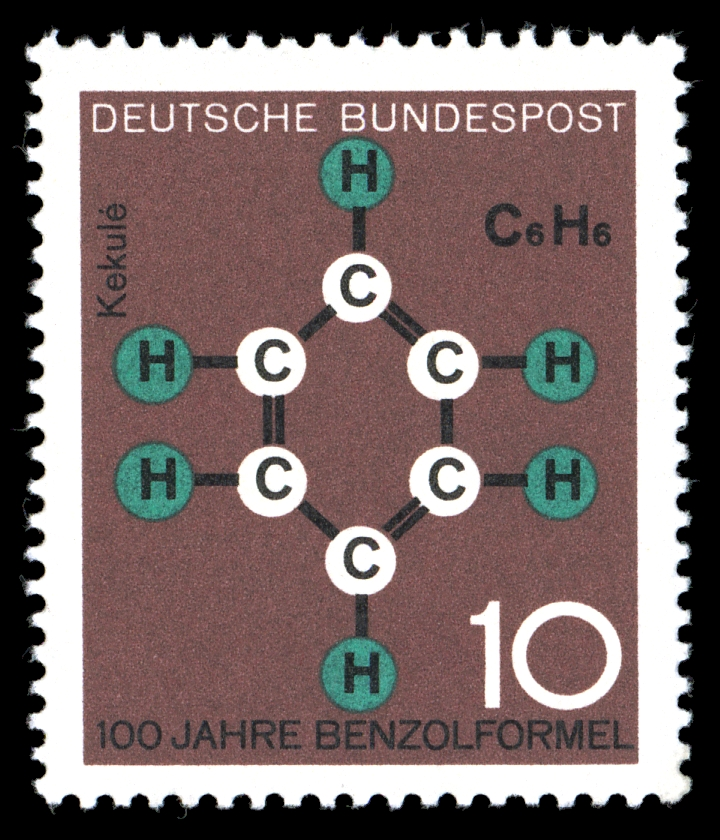
Sello alemán conmemorativo de 1964 con la descripción de la estructura del benceno por Friedrich August Kekulé en 1865.

El petróleo es una sustancia clasificada como mineral en la cual se presentan una gran cantidad de compuestos orgánicos. Muchos de ellos, como el benceno, son empleados por el hombre tal cual, pero muchos otros son tratados o derivados para conseguir una gran cantidad de compuestos orgánicos, como por ejemplo los monómeros para la síntesis de materiales poliméricos o plásticos.

##### Procesos de síntesis planetaria
En el año 2000 el ácido fórmico, un compuesto orgánico sencillo, también fue hallado en la cola del cometa Hale-Bopp., Puesto que la síntesis orgánica de estas moléculas es inviable bajo las condiciones espaciales este hallazgo parece sugerir que a la formación del sistema solar debió anteceder un periodo de calentamiento durante su colapso final.

### Artificial
Desde la síntesis de Wöhler de la urea un altísimo número de compuestos orgánicos han sido sintetizados químicamente para beneficio humano. Estos incluyen fármacos, desodorantes, perfumes, detergentes, jabones, fibras textiles sintéticas, materiales plásticos, polímeros en general, o colorantes orgánicos.

## Introducción a la nomenclatura en química orgánica

### Hidrocarburos
Los hidrocarburos son compuestos químicos formados por átomos de carbono (C) y de Hidrógeno (H). El compuesto más simple es el metano, un átomo de carbono con cuatro de hidrógeno (valencia = 1), pero también puede darse la unión carbono-carbono, formando cadenas de distintos tipos, ya que pueden darse enlaces simples, dobles o triples. Cuando el resto de los enlaces de estas cadenas son con hidrógeno, se habla de hidrocarburos, que pueden ser:
- Saturados: con enlaces covalentes simples, alcanos.
- Insaturados, con dobles enlaces covalentes (alquenos) o triples (alquinos).
- Hidrocarburos cíclico: Hidrocarburos saturados con cadena cerrada, como el ciclohexano.
- Aromáticos: estructura cíclica.

### Radicales y ramificaciones de cadena

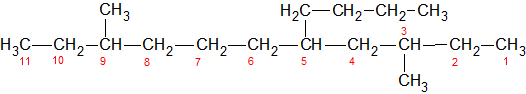
Estructura de un hidrocarburo ramificado nombrado 5-butil-3,9-dimetil-undecano.

Los radicales o grupos alquilo son fragmentos de cadenas de carbonos que cuelgan de la cadena principal. Su nomenclatura se hace con la raíz correspondiente (en el caso de un carbono met-, dos carbonos et-, tres carbonos prop-, cuatro carbonos but-, cinco carbonos pent-, seis carbonos hex-, y así sucesivamente) y el sufijo -il. Además, se indica con un número, colocado delante, la posición que ocupan. El compuesto más simple que se puede hacer con radicales es el metilpropano. En caso de que haya más de un radical, se nombrarán por orden alfabético de las raíces. Por ejemplo, el 5-metil, 2-etil, 8-butil, 10-docoseno.

## Clasificación según los grupos funcionales

Monómero de la celulosa.

Los compuestos orgánicos también pueden contener otros elementos, también otros grupos de átomos además del carbono e hidrógeno, llamados grupos funcionales. Un ejemplo es el grupo hidroxilo, que forma los alcoholes: un átomo de oxígeno enlazado a uno de hidrógeno (-OH), al que le queda una valencia libre. Asimismo también existen funciones alqueno (dobles enlaces), éteres, ésteres, aldehídos, cetonas, carboxílicos, carbamoilos, azo, nitro o sulfóxido, entre otros.

Alquino
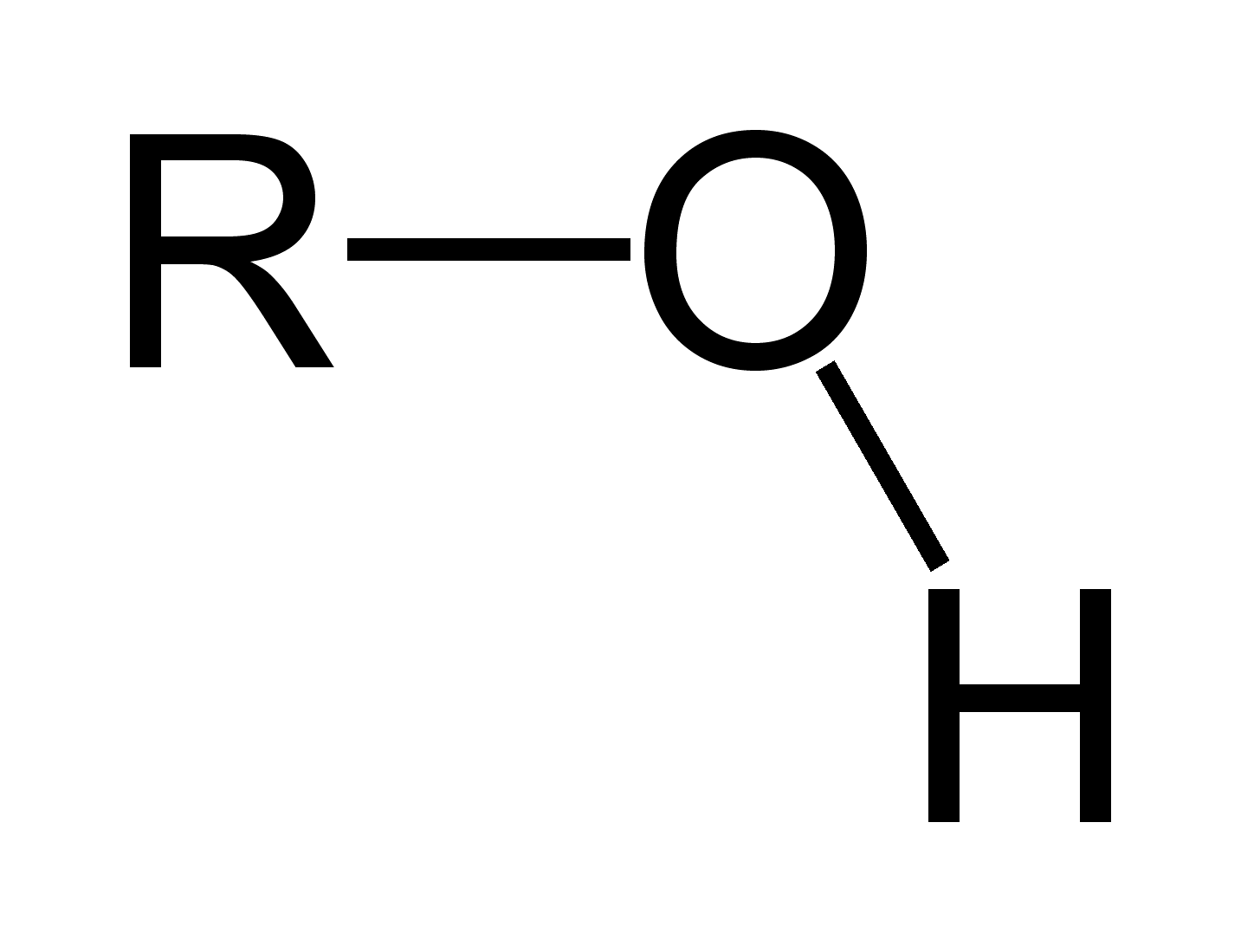
Hidroxilo
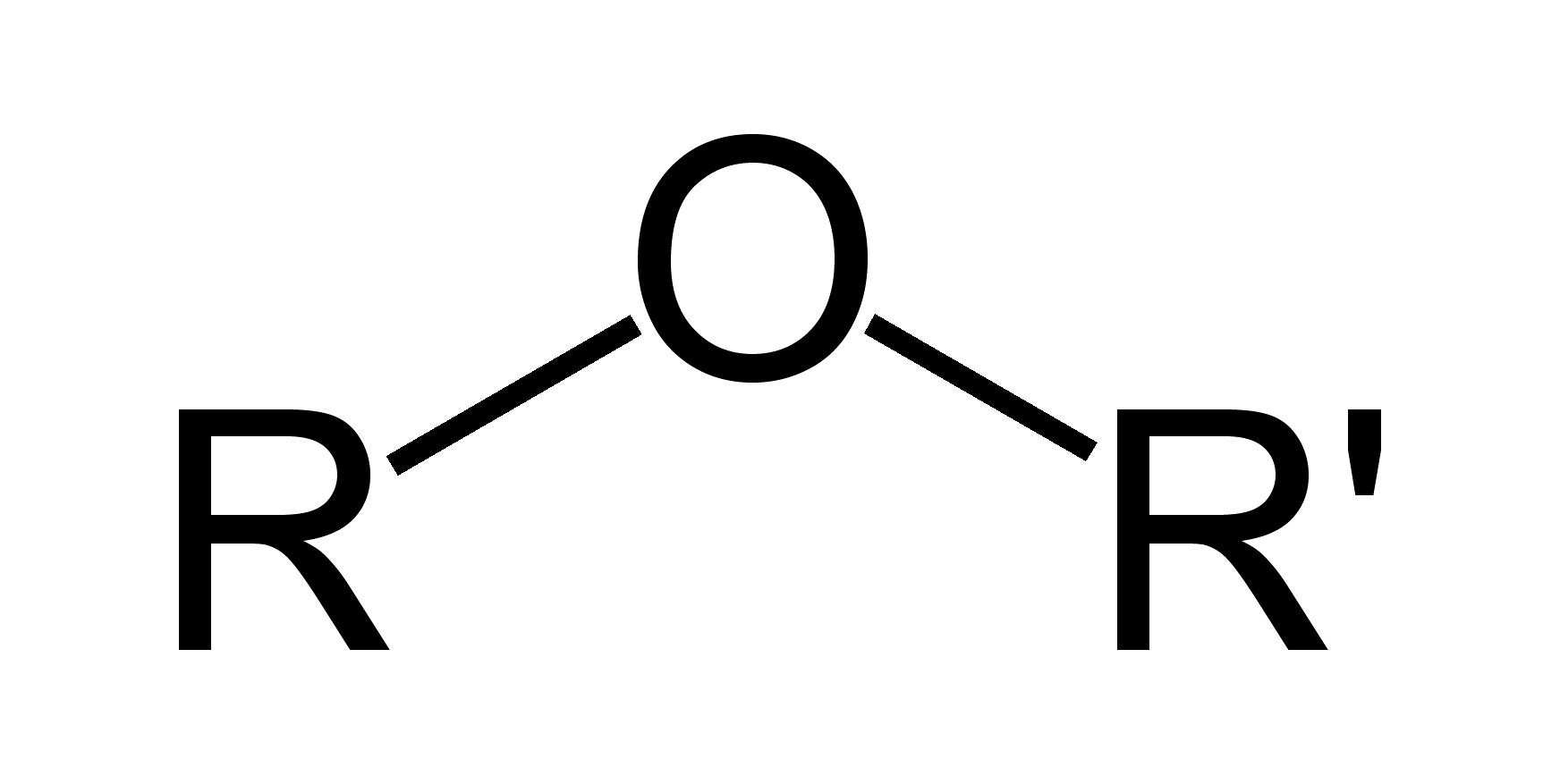
Éter
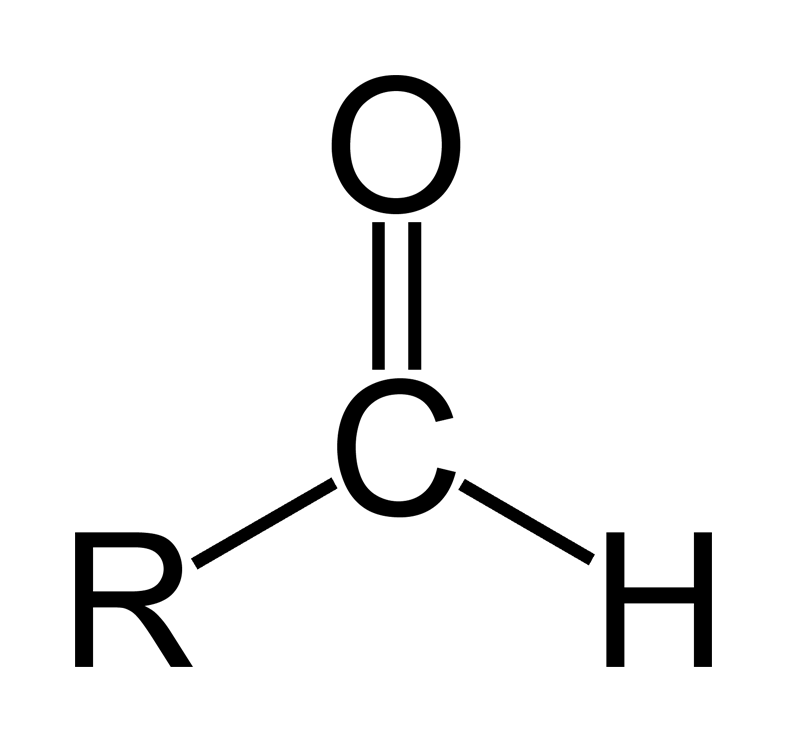
Aldehído
Cetona
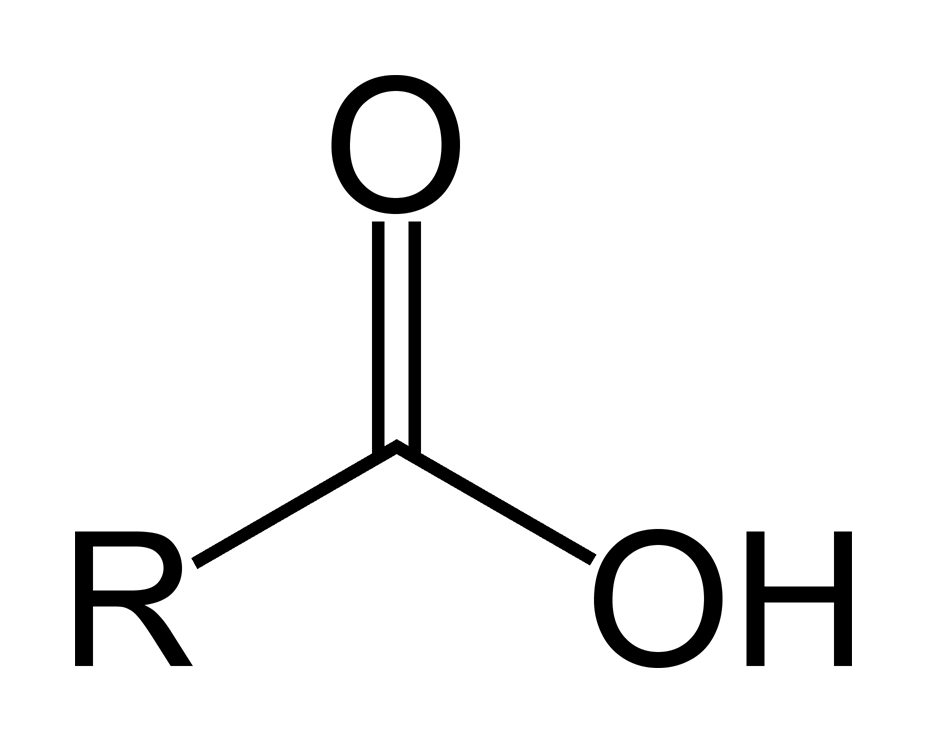
Carboxilo
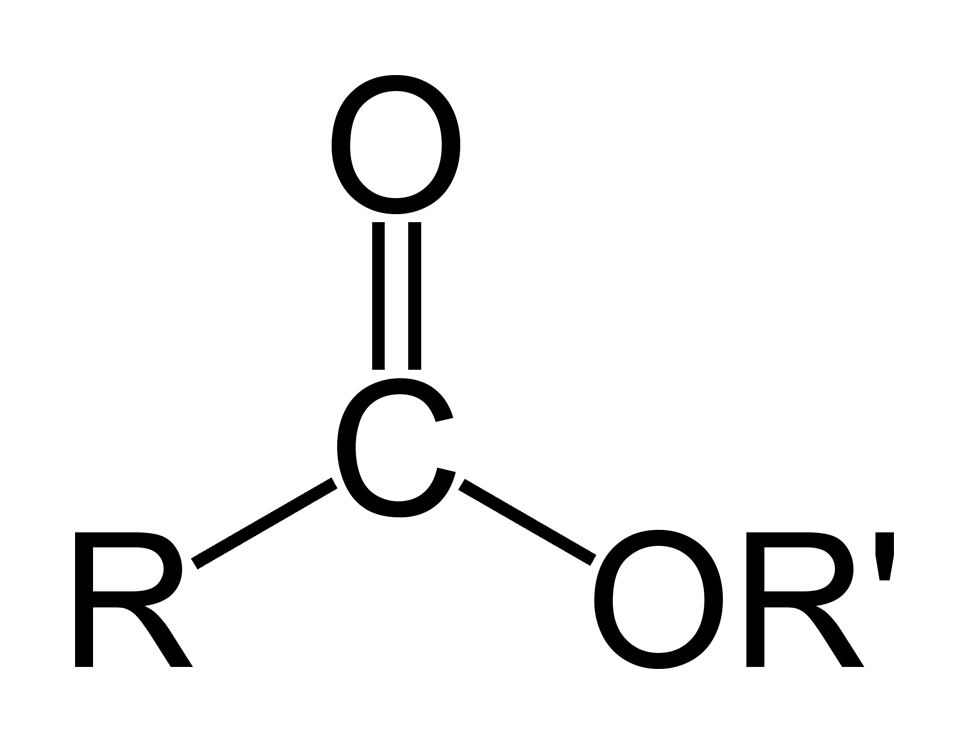
Éster
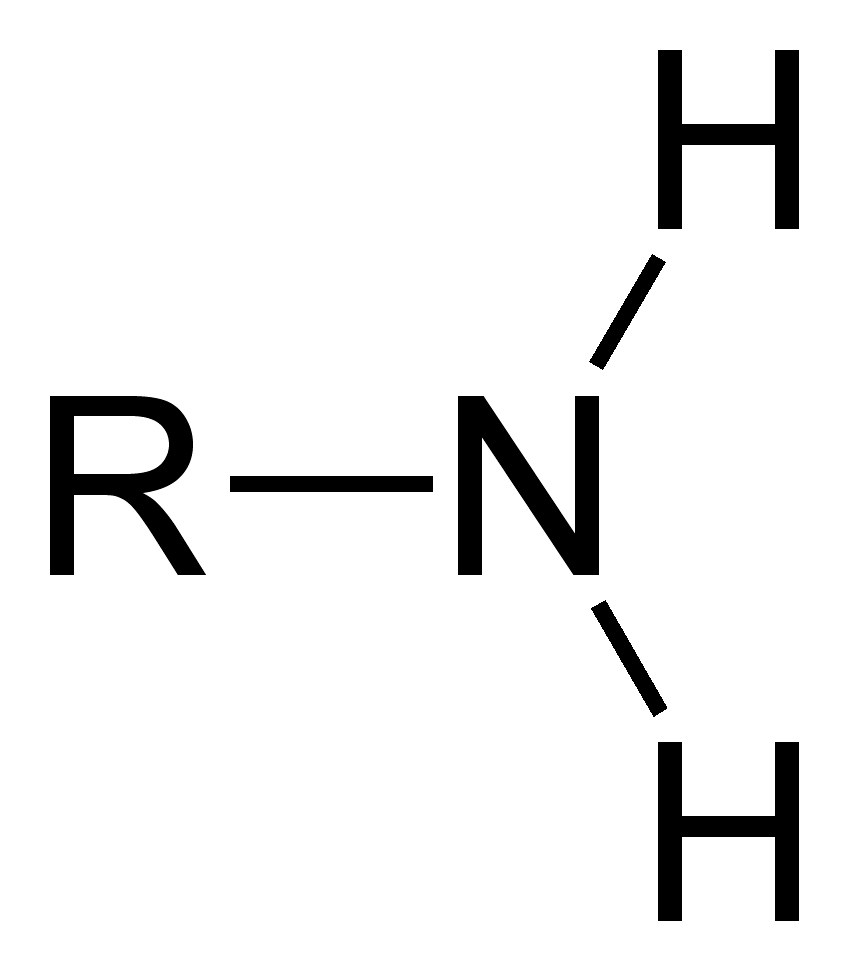
Amina
Amida
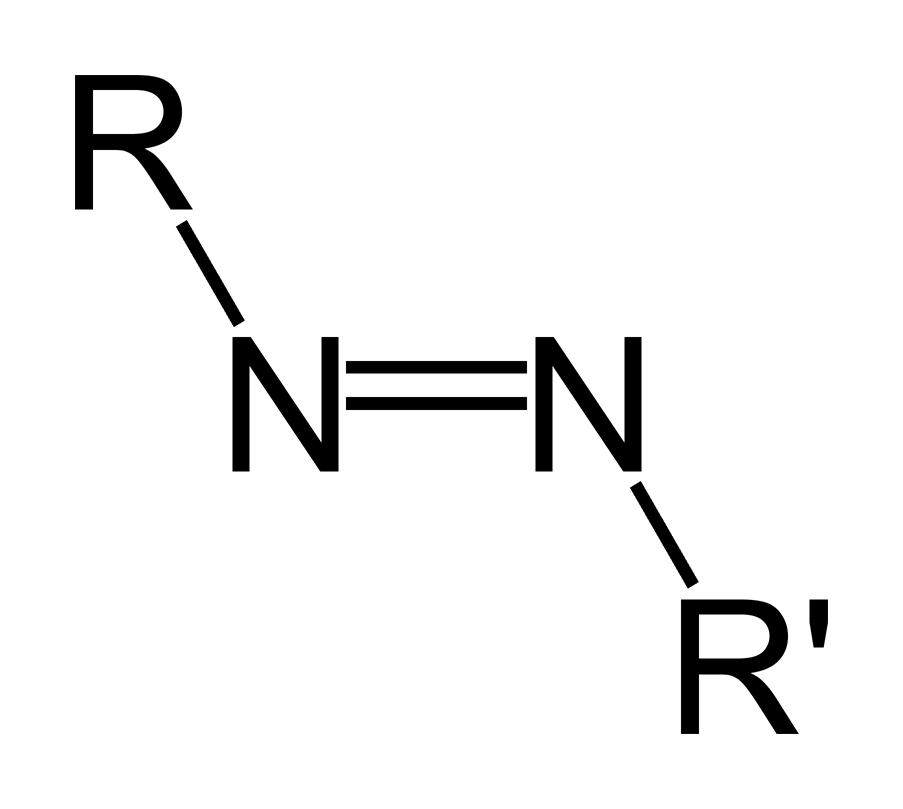
Azo
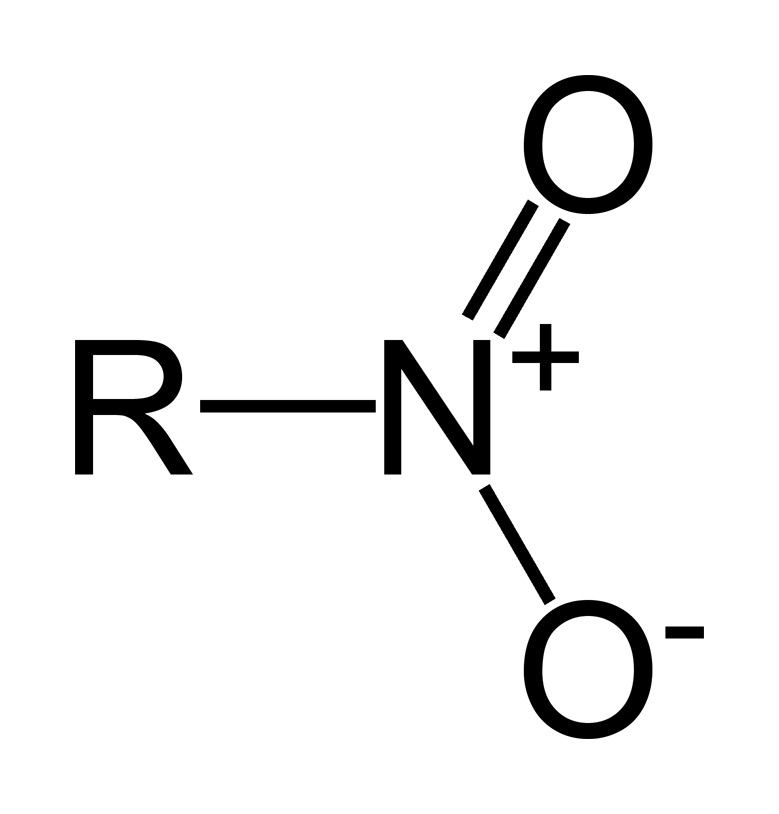
Nitro
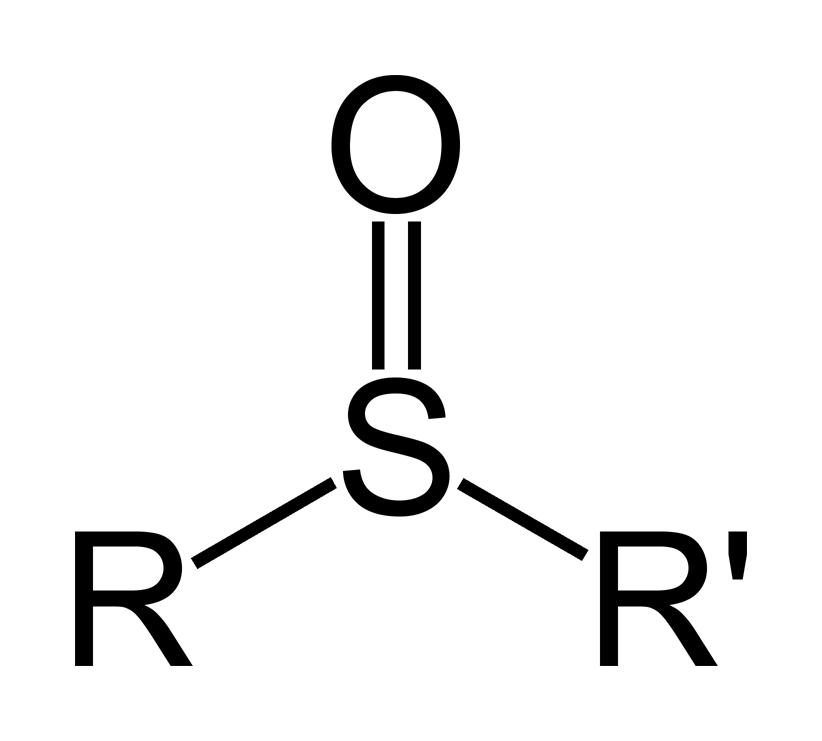
Sulfóxido

### Oxigenados
Son cadenas de carbonos con uno o varios átomos de oxígeno y pueden ser:
- Alcoholes: Las propiedades físicas de un alcohol se basan principalmente en su estructura. El alcohol está compuesto por un alcano y agua. Contiene un grupo hidrofóbico (sin afinidad por el agua) del tipo de un alcano, y un grupo hidroxilo que es hidrófilo (con afinidad por el agua), similar al agua. De estas dos unidades estructurales, el grupo –OH da a los alcoholes sus propiedades físicas características, y el alquilo es el que las modifica, dependiendo de su tamaño y forma.

El grupo –OH es muy polar y, lo que es más importante, es capaz de establecer puentes de hidrógeno: con sus moléculas compañeras o con otras moléculas neutras.
- Aldehídos: Los aldehídos son compuestos orgánicos caracterizados por poseer el grupo funcional -CHO. Se denominan como los alcoholes correspondientes, cambiando la terminación -ol por -al:

Es decir, el grupo carbonilo H-C=O está unido a un solo radical orgánico.

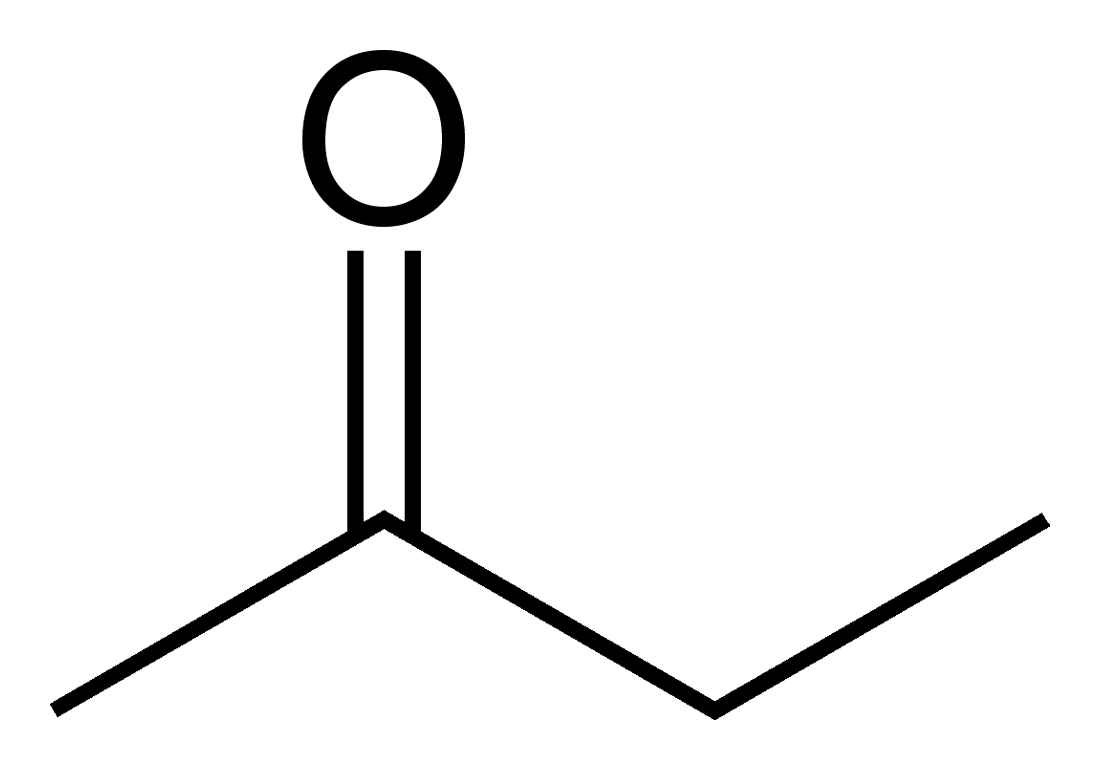
2-Butanona o metil-etil-cetona.

- Cetonas: Una cetona es un compuesto orgánico caracterizado por poseer un grupo funcional carbonilo unido a dos átomos de carbono, a diferencia de un aldehído, en donde el grupo carbonilo se encuentra unido al menos a un átomo de hidrógeno.1 Cuando el grupo funcional carbonilo es el de mayor relevancia en dicho compuesto orgánico, las cetonas se nombran agregando el sufijo -ona al hidrocarburo del cual provienen (hexano, hexanona; heptano, heptanona; etc.). También se puede nombrar posponiendo cetona a los radicales a los cuales está unido (por ejemplo: metilfenil cetona). Cuando el grupo carbonilo no es el grupo prioritario, se utiliza el prefijo oxo- (ejemplo: 2-oxopropanal).

El grupo funcional carbonilo consiste en un átomo de carbono unido con un doble enlace covalente a un átomo de oxígeno.
El tener dos átomos de carbono unidos al grupo carbonilo, es lo que lo diferencia de los ácidos carboxílicos, aldehídos, ésteres. El doble enlace con el oxígeno, es lo que lo diferencia de los alcoholes y éteres. Las cetonas suelen ser menos reactivas que los aldehídos dado que los grupos alquílicos actúan como dadores de electrones por efecto inductivo.
- Ácidos carboxílicos: Los ácidos carboxílicos constituyen un grupo de compuestos que se caracterizan porque poseen un grupo funcional llamado grupo carboxilo o grupo carboxi (–COOH); se produce cuando coinciden sobre el mismo carbono un grupo hidroxilo (-OH) y carbonilo (C=O). Se puede representar como COOH o CO2H...
- Ésteres: Los ésteres presentan el grupo éster (-O-CO-) en su estructura. Algunos ejemplos de sustancias con este grupo incluyen el ácido acetil salicílico, componente de la aspirina, o algunos compuestos aromáticos como el acetato de isoamilo, con característico olor a plátano. Los aceites también son ésteres de ácidos grasos con glicerol.
- Éteres: Los éteres presentan el grupo éter(-O-) en su estructura. Suelen tener bajo punto de ebullición y son fácilmente descomponibles. Por ambos motivos, los éteres de baja masa molecular suelen ser peligrosos, ya que sus vapores pueden ser explosivos.

### Nitrogenados
- Aminas: Las aminas son compuestos orgánicos caracterizados por la presencia del grupo amina (-N<). Las aminas pueden ser primarias (R-NH2), secundarias (R-NH-R") o terciarias (R-NR´-R"). Las aminas suelen dar compuestos ligeramente amarillentos y con olores que recuerdan a pescado u orina.
- Amidas: Las amidas son compuestos orgánicos caracterizados por la presencia del grupo amida (-NH-CO-) en su estructura. Las proteínas o polipéptidos son poliamidas naturales formadas por enlaces peptídicos entre distintos aminoácidos.
- Isocianatos: Los isocianatos tienen el grupo isocianato (-N=C=O). Este grupo es muy electrófilo, reaccionando fácilmente con el agua para descomponerse mediante la transposición de Hofmann dar una amina y anhídrico carbónico, con los hidroxilos para dar uretanos, y con las aminas primarias o secundarias para dar ureas.

### Cíclicos
Son compuestos que contienen un ciclo saturado. Un ejemplo de estos son los norbornanos, que en realidad son compuestos bicíclicos, los terpenos, u hormonas como el estrógeno, progesterona, testosterona u otras biomoléculas como el colesterol.

### Aromáticos

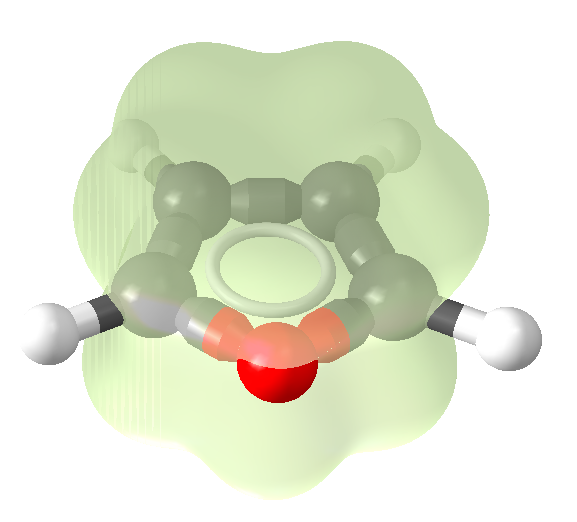
El furano (C_{4}H_{4}O) es un ejemplo de compuesto aromático. Estructura tridimensional del Furano mostrando la nube electrónica de electrones π.

Los compuestos aromáticos tienen estructuras cíclicas insaturadas. El benceno es el claro ejemplo de un compuesto aromático, entre cuyos derivados están el tolueno, el fenol o el ácido benzoico. En general se define un compuesto aromático aquel que tiene anillos que cumplen la regla de Hückel, es decir que tienen 4n+2 electrones en orbitales π  (n=0,1,2,...). A los compuestos orgánicos que tienen otro grupo distinto al carbono en sus cilos (normalmente N, O o S) se denominan compuestos aromáticos heterocíclicos. Así los compuestos aromáticos se suelen dividir en:
- Derivados del benceno: Policíclicos (antraceno, naftaleno, fenantreno, etc.), fenoles, aminas aromáticas, fulerenos, etc.
- Compuestos heterocíclicos: Piridina, furano, tiofeno, pirrol, porfirina, etc.
- Micronutrientes como el zinc

## Isómeros

Isómeros del C_{6}H_{12}

Ya que el carbono puede enlazarse de diferentes maneras, una cadena puede tener diferentes configuraciones de enlace dando lugar a los llamados isómeros, moléculas tienen la misma fórmula química pero distintas estructuras y propiedades.

Existen distintos tipos de isomería: isomería de cadena, isomería de función, tautomería, estereoisomería, y estereoisomería configuracional.

El ejemplo mostrado a la izquierda es un caso de isometría de cadena en la que el compuesto con fórmula C6H12 puede ser un ciclo (ciclohexano) o un alqueno lineal, el 1-hexeno. Un ejemplo de isomería de función sería el caso del propanal y la acetona, ambos con fórmula C3H6O.

## Variedad
El análisis estadístico de estructuras químicas se llama informática química. La base de datos de Beilstein contiene una amplia colección de compuestos orgánicos. Un estudio informático que implicaba 5,9 millones de sustancias y 6,5 millones de reacciones, demostró que el universo de compuestos orgánicos consiste en una base de alrededor de 200 000 moléculas muy relacionadas entre sí y de una periferia grande (3,6 millones de moléculas) a su alrededor. La base y la periferia están rodeadas por un grupo de pequeñas islas no-conectadas que contienen 1,2 millones de moléculas, un modelo semejante al www.
Más estadísticas:
- Las moléculas de la base (solamente 3,5 % del total) están implicadas en el 35 % de todas las reacciones que dan lugar al 60% de todas las moléculas.
- La distancia media entre dos moléculas en la base es de 8,4 pasos sintéticos, y el 95 % de todas las reacciones conectan con menos de 15 pasos. Cualquier molécula de la periferia puede ser alcanzada por una de la base en menos de 3 pasos.
- La base contiene el 70 % de los 200 productos químicos industriales más utilizados.
- Un inventario químico óptimo de 300 productos químicos que contenga 10 reactivos de Wittig, 6 reactivos de Grignard, 2 bloques de DNA y 18 aldehídos aromáticos, permite a una compañía química hipotética la síntesis de hasta 1,2 millones de compuestos orgánicos.
- Se ha dicho que es suficiente reconocer cerca de 30 moléculas para tener un conocimiento que permita trabajar con la bioquímica de las células. Dos de esas moléculas son los azúcares glucosa y ribosa; otra, un lípido; otras veinte, los aminoácidos biológicamente importantes; y cinco las bases nitrogenadas, moléculas que contienen nitrógeno y son constituyentes claves de los nucleidos.